# Ben Johnson (Leichtathlet)

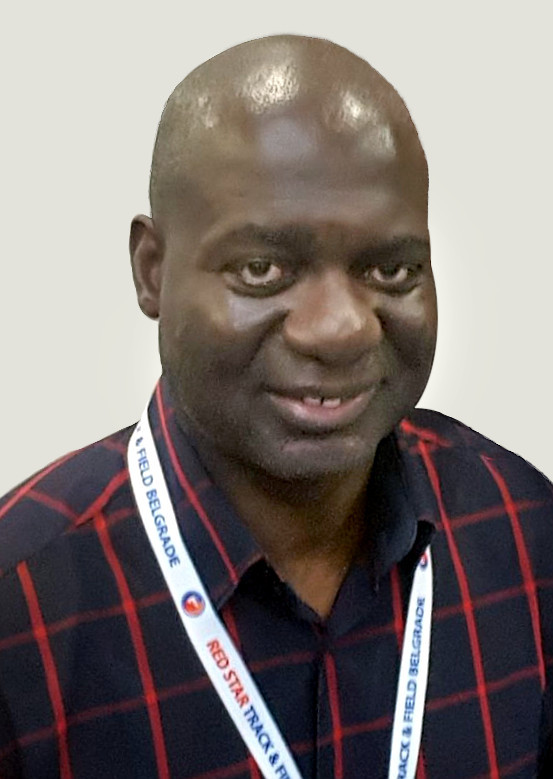
Ben Johnson (2017)

Benjamin Sinclair „Ben“ Johnson (* 30. Dezember 1961 in Falmouth, Jamaika) ist ein ehemaliger kanadischer Leichtathlet.

## Leben
Um einem Leben unter ärmlichen Verhältnissen zu entfliehen, emigrierte Ben Johnsons Mutter mit ihm 1976 aus Jamaika nach Kanada. Dort kam er schon bald mit der Leichtathletik in Kontakt und konnte im 100-Meter-Lauf erste sportliche Erfolge feiern. Dabei sorgte er vor allem mit seinem kraftvollen, überwiegend beidbeinigen Sprung aus dem Startblock für Aufsehen, mit dem er sich meist auf den ersten Metern einen Vorsprung sicherte, den er dann bis ins Ziel verteidigte. Er war der Erste, der sie unter 9,9 (Rom, 1987) und unter 9,8 Sekunden (Seoul, 1988) zurücklegte.
Johnson wurde von Charlie Francis trainiert, daraus wurde eine lebenslange Freundschaft. Er bezeichnete sie als Vater-Sohn-Beziehung.

### Rivalität mit Carl Lewis
Besondere Popularität erreichte Ben Johnson durch seine Duelle mit dem US-Amerikaner Carl Lewis. War er diesem bei den Olympischen Spielen 1984 in Los Angeles im 100-Meter-Finale noch unterlegen, konnte er bereits zwei Jahre später bei den Goodwill Games 1986 in Moskau seinen ersten großen Triumph feiern. Mit der Siegeszeit von 9,95 Sekunden gelang es ihm dabei erstmals, Carl Lewis in einem wichtigen Rennen direkt zu schlagen. Darüber hinaus erzielte er damit eine persönliche Bestleistung, die besser war als die seines Rivalen, die zu diesem Zeitpunkt bei 9,97 Sekunden lag. Im darauffolgenden Aufeinandertreffen der beiden bei den Leichtathletik-Weltmeisterschaften 1987 in Rom behielt Johnson wiederum die Oberhand. Dabei verbesserte er im 100-Meter-Finale mit einer Zeit von 9,83 Sekunden den Weltrekord von Calvin Smith mit ganzen 0,10 Sekunden. Im gleichen Jahr wurde er mit der Sportler-des-Jahres-Auszeichnung von Associated Press geehrt sowie von der italienischen Sportzeitschrift La Gazzetta dello Sport zum Weltsportler des Jahres gekürt.
In all den gemeinsamen Jahren gab es zwischen den Konkurrenten vielleicht nicht mehr als einen Wortwechsel. Sie waren sehr unterschiedlich: Johnson stammte aus einfachen Verhältnissen, während beide Eltern von Lewis studiert hatten, was damals bei Afroamerikanern selten vorkam. Johnson ging gern auf Partys, amüsierte sich mit seinen Konkurrenten und hatte einen Ruf als Casanova; Lewis feierte selten, war bei den Kollegen weniger beliebt und wohnte während der Wettkämpfe nicht im selben Hotel wie die anderen. Des einen Schwäche waren die letzten zehn Meter, dem anderen hingegen kam dieser Abschnitt aufgrund seiner Ausdauer zupass. Lewis profitierte von seiner Ausdauer und seinem eleganten Laufstil, Johnson wies beeindruckende Kraftwerte auf: Bei einem Gewicht von 72,5 kg konnte er beim Bankdrücken eine Last von 165,5 kg bewältigen; bei einem Streit mit dem jungen Boxer Lennox Lewis warf er diesen per Schulterwurf auf den Billardtisch.

### Dopingskandal
Bei den Olympischen Spielen 1988 in Seoul gewann er erneut das mit großer Spannung erwartete Duell über 100 Meter mit der Weltrekordzeit von 9,79 Sekunden vor seinem großen Widersacher Carl Lewis, der mit 9,92 Sekunden ebenfalls eine persönliche Bestleistung erzielte. Es wäre sogar eine noch bessere Zeit möglich gewesen, hätte er nicht fünf Meter vor dem Ende zu jubeln begonnen. Dieser grandiose Sieg wurde jedoch kurze Zeit später von einem der größten Skandale der Olympia-Geschichte überschattet. Aufgrund der für einen damaligen Sprinter ungewöhnlich großen Muskelmasse hegten Kritiker schon seit längerem den Verdacht, dass der Kanadier ein Konsument muskelbildender Steroide sei. Zwei Tage nach dem sogenannten „Jahrhundertlauf“ wurden diese Mutmaßungen bestätigt. In der obligatorischen Urinprobe Johnsons konnten sehr deutliche Spuren von Stanozolol, einem synthetischen anabolen Steroid, nachgewiesen werden, für das erst kurz vor den Spielen der Doping-Fahnder Manfred Donike ein verbessertes Nachweisverfahren entwickelt hatte. Daraufhin wurde ihm die Goldmedaille wegen Dopings aberkannt und dem zunächst Zweitplatzierten Carl Lewis zugesprochen. Nachdem Ben Johnson eingestanden hatte, bereits seit dem Jahr 1981 unerlaubte Mittel zur Leistungssteigerung zu sich genommen zu haben, verlor er auch ohne Dopingnachweis den Weltmeistertitel von 1987 und den Weltrekord an Carl Lewis, lediglich seine bei den Olympischen Spielen 1984 gewonnene Bronzemedaille durfte er behalten. Außerdem wurde er für zwei Jahre von allen Wettkämpfen ausgeschlossen.
Johnson und sein Trainer räumten zwar ein, systematisch Doping eingesetzt zu haben, beharren jedoch bis heute darauf, Stanozolol, das Mittel, dessen Nachweis zur Aberkennung der Goldmedaille führte, niemals verwendet zu haben. Gerüchte, Johnson sei nur aufgrund von Sabotage durch einen Konkurrenten, mutmaßlich Carl Lewis, als Doper enttarnt worden, sind daher nie verstummt. Später stellte sich heraus, dass Lewis im Vorfeld der Wettkämpfe positiv auf drei Substanzen getestet wurde, was eine Sperre für die Olympischen Spiele bedeutet hätte. Auch die anderen Finalisten, ausgenommen Calvin Smith und der Brasilianer Robson da Silva, wurden positiv getestet.
Bevor Johnson gegen Ende des Jahres 1981 anfing, unerlaubte Hilfsmittel einzunehmen, lag seine Bestzeit über 100 Meter bei 10,25 Sekunden, dies war damals eine sehr gute Zeit für einen 19-Jährigen. Im Vorjahr war seine Bestzeit noch 10,88 Sekunden gewesen.

### Comeback und lebenslange Sperre
Nach seinem Comeback 1991 konnte Ben Johnson nie mehr an seine früheren Leistungen anknüpfen. Bei den Weltmeisterschaften 1991 in Tokio nahm er nur als Staffelläufer teil. Für die Olympischen Spiele 1992 in Barcelona konnte er sich zwar für den 100-Meter-Wettbewerb qualifizieren, schied jedoch im Halbfinale als Letzter seines Laufes aus. Nach einem erneuten Dopingbefund bei einem Rennen 1993 in Montreal wurde er schließlich von der IAAF als Wiederholungstäter lebenslang gesperrt. In späteren Jahren unternahm Ben Johnson mehrmals den Versuch, die gegen ihn verhängte Sperre gerichtlich aufzuheben, unterlag aber in jedem der von ihm angestrengten Verfahren.
Als Konsequenz versuchte sich Johnson in anderen Sportarten, so unter anderem als Wide Receiver im American Football, wo er jedoch nur mäßigen Erfolg hatte. 2003 trat er in Italien als Konditionstrainer des Fußballvereins AC Perugia Calcio erneut in Erscheinung.
Im Dezember 2006 machte Ben Johnson mit Vermutungen auf sich aufmerksam, dass sein damaliger Konkurrent Carl Lewis etwas mit seinem Dopingvergehen zu tun hatte: „Ich will nicht zu viel sagen, aber: er hatte damit zu tun.“ Angeblich hätte ein mit Lewis befreundeter US-Fußballspieler Johnson die verbotene Substanz vor der Dopingkontrolle ins Bier geschüttet. Es soll sich um André Jackson gehandelt haben; Ben Johnson, Carl Lewis und dessen damaliger Trainer Joe Douglas waren sich auf Anfrage darüber einig, dass dieser damals mit Johnson im selben Raum bei der Dopingkontrolle gewesen sei. André Jackson bestätigte dies selbst, ebenso, dass er Johnson Bier gegeben hatte. Auf die Frage, ob er in das Bier Stanozolol gegeben habe, antwortete er: „Natürlich könnte ich sagen, dass ich das nicht gemacht habe. Aber ich könnte auch sagen, ich hätte es getan. Was habe ich davon?“